# هری گرگسون-ویلیامز
هری گرگسون-ویلیامز (به انگلیسی: Harry Gregson-Williams) (زاده ۱۳ دسامبر ۱۹۶۱) آهنگ‌ساز، سازبند، تهیه‌کننده و رهبر موسیقی اهل بریتانیاست که به خاطر ساخت موسیقی فیلم، موسیقی بازی ویدئویی و پویانمایی‌های معروف، مشهور شده‌است.

## ترانه‌شناسی

### فیلم

#### ۱۹۹۰
| سال  | عنوان                      | کارگردان(ها)         | استودیو(ها)                                                                        | یادداشت                                                                      |
| ---- | -------------------------- | -------------------- | ---------------------------------------------------------------------------------- | ---------------------------------------------------------------------------- |
| ۱۹۹۴ | فرشته سفید                 | کریس جونز            | لیوینگ اسپریت پیکچرز                                                               | —                                                                            |
| ۱۹۹۴ | قلب شکسته                  | مت مک کاناهی         | آی تی وی یورکشایر                                                                  | فیلم کوتاه                                                                   |
| ۱۹۹۵ | هتل بهشت                   | نیکلاس روگ           | Westdeutscher Rundfunk                                                             | فیلم کوتاه                                                                   |
| ۱۹۹۵ | سه مایل بالا               | لسلی منینگ           | فیلم تلویزیونی                                                                     | —                                                                            |
| ۱۹۹۵ | Full Body Massage          | نیکلاس روگ           | پارامونت تله ویژن شوتایم نت ورکس                                                   | فیلم تلویزیونی                                                               |
| ۱۹۹۶ | تمام دنیای پهناور          | دن ایرلند            | سونی پیکچرز کلاسیک                                                                 | به همراه هانس زیمر                                                           |
| ۱۹۹۶ | شهادت علیه هیتلر           | بتسن موریس اوانز     | BBC                                                                                | فیلم تلویزیونی                                                               |
| ۱۹۹۶ | صخره                       | مایکل بی             | هالیوود پیکچرز                                                                     | تهیه‌کننده موسیقی به همراه هانس زیمر آهنگسازی توسط هانس زیمر و نیک گلنی اسمیت |
| ۱۹۹۷ | Smilla's Sense of Snow     | بیله اگوست           | Det Danske Filminstitut Bavaria Film Constantin Film Fox Searchlight Pictures (US) | به همراه هانس زیمر                                                           |
| ۱۹۹۷ | حیله‌گر                     | جوناس پیت جاش پیت    | مترو گلدن مایر                                                                     | —                                                                            |
| ۱۹۹۷ | وام‌گیرندگان                | پیتر هویت            | Working Title Films PolyGram Filmed Entertainment Gramercy Pictures                | —                                                                            |
| ۱۹۹۸ | قاتلان جایگزین             | آنتونی فوکوآ         | بریلستین انترتینمنتز پارتنر Columbia Pictures                                      | —                                                                            |
| ۱۹۹۸ | آنتز                       | اریک دارنل تیم جانسن | پاسیفیک دیتا ایمیجز دریم ورکس انیمیشنز دریم ورکس پیکچرز                            | به همراه جان پاول                                                            |
| ۱۹۹۸ | دشمن ملت                   | تونی اسکات           | Jerry Bruckheimer Films Scott Free Productions Touchstone Pictures                 | به همراه ترور رابین                                                          |
| ۱۹۹۹ | رأی سرنوشت ساز             | David Anspaugh       | Columbia TriStar Television ABC                                                    | فیلم تلویزیونی                                                               |
| ۱۹۹۹ | مسابقه                     | میک دیویس            | Gramercy Pictures                                                                  | —                                                                            |
| ۱۹۹۹ | Light It Up                | کریگ بولوتین         | فاکس قرن بیستم                                                                     | —                                                                            |
| ۱۹۹۹ | چه بر سر هارولد اسمیت آمد؟ | پیتر هویت            | Intermedia                                                                         | —                                                                            |

#### ۲۰۰۰
| سال  | عنوان                            | کارگردان(ها)                         | استودیو(ها)                                                                                 | یادداشت                                                                          |
| ---- | -------------------------------- | ------------------------------------ | ------------------------------------------------------------------------------------------- | -------------------------------------------------------------------------------- |
| ۲۰۰۰ | فیلم ببر                         | جون فالکنشتاین                       | دیزنی تون والت دیزنی پیکچرز                                                                 |                                                                                  |
| ۲۰۰۰ | The Magic of Marciano            | تونی باربیری                         | Outrider Pictures                                                                           | —                                                                                |
| ۲۰۰۰ | فرار جوجه ای                     | پیتر لرد نیک پارک                    | Aardman Animations دریم ورکس (آمریکای شمالی) Pathé (جهانی)                                  | به همراه جان پاول                                                                |
| ۲۰۰۰ | سلطان جنگل                       | سث زوی روزنفلد                       | Urbanworld Films                                                                            | —                                                                                |
| ۲۰۰۱ | بچه‌های جاسوس                     | رابرت رودریگز                        | Troublemaker Studios Dimension Films                                                        | به همراه جان دبنی، دنی الفمن، لوس لوبوس، رابرت رودریگز، هیتر پریرا و گوین گرینوی |
| ۲۰۰۱ | شرک                              | اندرو آدامسون ویکی جنسون             | پاسیفیک دیتا ایمیجز دریم ورکس                                                               | به همراه جان پاول                                                                |
| ۲۰۰۱ | کرایه                            | جمعی از کارگردانان                   | BMW Films                                                                                   | Segment: "Powder Keg"                                                            |
| ۲۰۰۱ | جاسوس بازی                       | تونی اسکات                           | بیکن پیکچرز یونیورسال پیکچرز                                                                | —                                                                                |
| ۲۰۰۲ | پاسینوادا                        | دن ایرلند                            | Samuel Goldwyn Films                                                                        | —                                                                                |
| ۲۰۰۲ | باجه تلفن                        | جوئل شوماخر                          | Zucker/Netter فاکس قرن بیستم                                                                | —                                                                                |
| ۲۰۰۲ | کرایه                            | تونی اسکات                           | BMW Films                                                                                   | Segment: "Beat the Devil"                                                        |
| ۲۰۰۳ | سندباد: افسانه هفت دریا          | تیم جانسن پاتریک گیلمور              | دریم ورکس                                                                                   | —                                                                                |
| ۲۰۰۳ | ورونیکا گرن                      | جوئل شوماخر                          | Jerry Bruckheimer FilmTouchstone Pictures                                                   | —                                                                                |
| ۲۰۰۳ | مختصر و مفید                     | پیتر برگ                             | Strike Entertainment WWE Film یونیورسال پیکچرز (آمریکای شمالی و ژاپن) کلمبیا پیکچرز (جهانی) | —                                                                                |
| ۲۰۰۴ | مردی در آتش                      | تونی اسکات                           | Scott Free Productions Regency Enterprises فاکس قرن بیستم                                   | به همراه لیزا گراد                                                               |
| ۲۰۰۴ | شرک ۲                            | اندرو آدامسون کلی آزبوری کنراد ورنون | دریم ورکس                                                                                   | —                                                                                |
| ۲۰۰۴ | بازگشت به فرستنده                | بیله آگوست                           | DEJ Productions                                                                             | —                                                                                |
| ۲۰۰۴ | گروه آمریکا: پلیس جهانی          | تری پارکر                            | پارامونت پیکچرز                                                                             | —                                                                                |
| ۲۰۰۴ | بریجت جونز: نکته باریک           | بی بان کیدرون                        | StudioCanal Working Title Films Miramax Films یونیورسال پیکچرز                              | —                                                                                |
| ۲۰۰۵ | قلمرو بهشت                       | ریدلی اسکات                          | Studio Babelsberg Scott Free Productions فاکس قرن بیستم                                     | آهنگساز و رهبر ارکستر                                                            |
| ۲۰۰۵ | دومینو                           | تونی اسکات                           | Scott Free Productions Davis Films New Line Cinema                                          | —                                                                                |
| ۲۰۰۵ | سرگذشت نارنیا: شیر، کمد و جادوگر | اندرو آدامسون                        | Walden Media والت دیزنی پیکچرز                                                              | —                                                                                |
| ۲۰۰۶ | دعوت نشده                        | لوئیس رانگ                           | Logo TV                                                                                     | فیلم کوتاه                                                                       |
| ۲۰۰۶ | سقوط فرشتگان                     | دیوید فون آنکن                       | Icon Production Samuel Goldwyn Films Destination Films                                      | —                                                                                |
| ۲۰۰۶ | Flushed Away                     | سم فل دیوید بورز                     | Aardman Animations دریم ورکس انیمیشن پارامونت پیکچرز                                        | —                                                                                |
| ۲۰۰۶ | دژاوو                            | تونی اسکات                           | Jerry Bruckheimer Films Scott Free Productions Touchstone Pictures                          | —                                                                                |
| ۲۰۰۷ | شماره بیست و سه                  | جوئل شوماخر                          | New Line Cinema                                                                             | —                                                                                |
| ۲۰۰۷ | شرک ۳                            | کریس میلر رومن هویی                  | دریم ورکس انیمیشن پارامونت پیکچرز                                                           | —                                                                                |
| ۲۰۰۷ | رفته عزیزم رفته                  | بن افلک                              | The Ladd Company Miramax Films                                                              | —                                                                                |
| ۲۰۰۷ | Slipstream                       | آنتونی هاپکینز                       | Strand Releasing Destination Films                                                          | تهیه‌کننده موسیقی آهنگسازی توسط آنتونی هاپکینز                                    |
| ۲۰۰۸ | ام                               | تونی باربیری                         | SnagFilms Vanguard Cinema                                                                   | —                                                                                |
| ۲۰۰۸ | پادشاهی ممنوعه                   | راب مینکاف                           | Lionsgate Relativity Media Casey Silver Productions Huayi Brothers                          | تهیه‌کننده موسیقی آهنگسازی توسط دیوید باکلی                                       |
| ۲۰۰۸ | سرگذشت نارنیا: شاهزاده کاسپین    | اندرو آدامسون                        | Walden Media والت دیزنی پیکچرز                                                              | —                                                                                |
| ۲۰۰۸ | ژولین                            | دن ایرلند                            | E1 Entertainment                                                                            | همچنین در نقش تهیه‌کننده موسیقی                                                   |
| ۲۰۰۹ | خاستگاه مردان ایکس: ولورین       | گوین هود                             | Seed Productions مارول اینترتینمنت فاکس قرن بیستم                                           | آهنگساز و رهبر ارکستر موسیقی اضافه از Hybrid و هالی کاتری                        |
| ۲۰۰۹ | گرفتن پلهام ۱۲۳                  | تونی اسکات                           | Escape Artists Scott Free Productions Relativity Media مترو گلدن مایر کلمبیا پیکچرز         | موسیقی اضافه از Hybrid                                                           |

#### ۲۰۱۰
| سال  | عنوان                     | کارگردان(ها)                 | استودیو(ها) | یادداشت                                                                 |
| ---- | ------------------------- | ---------------------------- | --- | ----------------------------------------------------------------------- |
| ۲۰۱۰ | دوازده                    | جوئل شوماخر                  | Radar Pictures Hannover House Gaumont                                                                                            | —                                                                       |
| ۲۰۱۰ | شرک برای همیشه            | مایک میچل                    | دریم ورکس انیمیشن پارامونت پیکچرز                                                                                                | —                                                                       |
| ۲۰۱۰ | شاهزاده ایران: شن‌های زمان | مایک نیوول                   | Jerry Bruckheimer Films والت دیزنی پیکچرز                                                                                        | —                                                                       |
| ۲۰۱۰ | شهر                       | بن افلک                      | GK Films Legendary Pictures وارنر بروس پیکچرز                                                                                    | به همراه دیوید باکلی                                                    |
| ۲۰۱۰ | توقف ناپذیر               | تونی اسکات                   | Scott Free Productions Dune Entertainment فاکس قرن بیستم                                                                         | —                                                                       |
| ۲۰۱۱ | زندگی در یک روز           | کوین مک دونالد               | نشنال جئوگرافیک فیلم | —                                                                       |
| ۲۰۱۱ | کابوی‌ها و بیگانگان        | جان فاورو                    | Platinum Studios Fairview Entertainment Imagine Entertainment دریم ورکس یونیورسال پیکچرز (آمریکای شمالی) پارامونت پیکچرز (جهانی) | —                                                                       |
| ۲۰۱۱ | آرتور کریسمس              | سارا اسمیت                   | Aardman Animations سونی پیکچرز انیمیشن کلمبیا پیکچرز                                                                             | —                                                                       |
| ۲۰۱۲ | پرومتئوس                  | ریدلی اسکات                  | Scott Free Productions Brandywine Productions Dune Entertainment فاکس قرن بیستم                                                  | دو آهنگ ("Life" and "We Were Right") موسیقی متن اصلی از مارک استریتنفلد |
| ۲۰۱۲ | من بد هستم                | دیوید رکاف                   | OneZero Productions | —                                                                       |
| ۲۰۱۲ | یادآوری کامل              | لن وایزمن                    | Original Film کلمبیا پیکچرز | —                                                                       |
| ۲۰۱۳ | شرق                       | zal Batmanglij               | Scott Free Productions Fox Searchlight Pictures                                                                                  | تم‌های موسیقی آهنگ اصلی از هالی کاتری                                    |
| ۲۰۱۳ | آقای پیپ                  | اندرو آدامسون                | Olympus Pictures | —                                                                       |
| ۲۰۱۴ | Hate from a Distance      | دن ایرلند                    | Privarte Pictures | آهنگسازی مشترک با تام هو                                                |
| ۲۰۱۴ | اکولایزر                  | آنتونی فوکوآ                 | Escape Artists Village Roadshow Pictures کلمبیا پیکچرز                                                                           | —                                                                       |
| ۲۰۱۵ | کلاه سیاه                 | مایکل مان                    | لجندری پیکچرز یونیورسال پیکچرز                                                                                                   | به همراه آتریکوس راس، رایان آمون و لئوپلد راس                           |
| ۲۰۱۵ | پادشاهی میمون             | مارک لینفیلد الاستیر فوترگیل | دیزنی نیچر | —                                                                       |
| ۲۰۱۵ | مریخی                     | ریدلی اسکات                  | Genre Films TSG Entertainment Scott Free Productions فاکس قرن بیستم                                                              | —                                                                       |
| ۲۰۱۵ | هم اکنون دلتنگ توام       | کاترین هاردویک               | Lionsgate (آمریکا) Entertainment One (انگلستان)                                                                                  | —                                                                       |
| ۲۰۱۶ | با شب زندگی کن            | بن افلک                      | وارنر بروس پیکچرز Appian Way Productions Pearl Street Films                                                                      | —                                                                       |
| ۲۰۱۷ | همسر نگهبان باغ وحش       | نیکی کارو                    | Focus Features | —                                                                       |
| ۲۰۲۱ | خانه مد گوچی              | ریدلی اسکات                  | |                                                                         |

### تلویزیون
| سال       | عنوان                            | یادداشت           |
| --------- | -------------------------------- | ----------------- |
| ۱۹۹۲      | کودکان قهرمان                    |                   |
| ۱۹۹۹      | گرسنه                            | قسمت: "Sanctuary" |
| ۲۰۰۲      | ای اف پی : خلبان جنگنده آمریکایی |                   |
| ۲۰۰۴      | پدر غرور                         | ۳ قسمت            |
| ۲۰۰۷-۲۰۰۸ | ثروتمندان                        |                   |
| ۲۰۰۷      | شرک دالان ها                     | مخصوص تلویزیون    |

### بازی ویدئویی
| سال  | عنوان                                | یادداشت                                                          |
| ---- | ------------------------------------ | ---------------------------------------------------------------- |
| ۲۰۰۱ | متال گیر سالید ۲: پسران آزادی        | به همراه نوری هیکو هیبینو                                        |
| ۲۰۰۴ | متال گیر سالید ۳: اسنیک ایتر         | به همراه نوری هیکو هیبینو                                        |
| ۲۰۰۷ | ندای وظیفه ۴: جنگاوری نوین           | تم اصلی و تهیه‌کننده موسیقی به همراه استفن بارتن                  |
| ۲۰۰۸ | متال گیر سالید ۴: سلاح‌های میهن‌پرستان | به همراه هنرمندان دیگر                                           |
| ۲۰۱۴ | متال گیر سالید: گراند زیروز          | به همراه لودویگ فرسل                                             |
| ۲۰۱۴ | ندای وظیفه: جنگاوری پیشرفته          | تنها تیتراژ اصلی و تم موسیقی به همراه (پاول دینلتیر و کوین ریکس) |
| ۲۰۱۵ | متال گیر سالید ۵: فانتوم پین         | تهیه‌کننده ساخته لودویگ فرسل جاستین برنت و دنیل جیمز              |